# Лавелло
Лавелло (італ. Lavello) — муніципалітет в Італії, у регіоні Базиліката,  провінція Потенца.
Лавелло розташоване на відстані близько 300 км на схід від Рима, 50 км на північ від Потенци.
Населення — 13 715 осіб (2014).
Щорічний фестиваль відбувається 2 травня. Покровитель — San Mauro.

## Демографія
Населення за роками:

Станом на 1 січня 2023 року в муніципалітеті офіційно проживало 930 іноземців з 41 країни, серед них 362 громадяни країн Євросоюзу та 76 громадян України.

## Сусідні муніципалітети
- Асколі-Сатріано
- Каноза-ді-Пулья
- Черіньола
- Мельфі
- Мінервіно-Мурдже
- Монтемілоне
- Раполла
- Веноза